# Tromsø Idrettslag
Tromsø Idrettslag er en norsk fodboldklub, der spiller i Eliteserien.
Tromsø har vundet den norske cup 2 gange; i 1986 og i 1996. Tromsø har vundet den nordnorske serie 3 gange.

## Danske spillere
- Ulrik Balling
- Niklas Vesterlund

## Eksterne links
- Tromsøs hjemmeside

| Fodbold | Spire Denne artikel om en fodboldklub er en spire som bør udbygges. Du er velkommen til at hjælpe Wikipedia ved at udvide den. |